# Máel Duin mac Conaill
Máel Duin mac Conaill roi des Scots de Dál Riata de 673 à 689.

## Origine
Fils de Conall Crandomna le frère cadet de Domnall Brecc, il hérite du royaume de Dalriada après le meurtre de son  cousin Domangart mac Domnaill. Le Duan Albanach précise qu’il régna 17 ans « légitimement ».

## Règne
Le meurtre au Kintyre de Conall Cael Mac Dunchad, qui était dans doute le fils de l’ancien roi Dúnchad mac Conaing, est enregistré  en 681 par les Annales d'Ulster.
Sous le règne de Máel-Duin, Dun At (Dunnad) sa capitale fut assiégée en 683, vraisemblablement par Brude mac Bili le roi des Pictes qui voulait ainsi  s’assurer la soumission des Scots avant d’affronter Ecgfrith de Northumbrie.
C’est sous le règne de Máel-Duin que débute la longue rivalité entre les deux branches de la dynastie Scote : le Cenél Gabráin dont la base territoriale était le  Kintyre et qui contrôlait le titre de roi de Dalriada et le Cenél Loáirn, composé par les descendants de Loarn un frère de Fergus Mor mac Erc implantés plus au Nord en Argyll avec leur place forte principale à Dun Ollaigh (Dunolie) et qui était dirigé depuis 678 environ par l’ambitieux Ferchar Fota.
Les Annales d’Ulster enregistrent la mort  de Mael-Duin en 689 la même année que celle de Cathusasch un autre petit-fils de Domnall Brecc. Il aura pour successeur de son trône contesté son frère cadet Domnall Donn.

## Postérité
Il est peut-être le père d'« Artbran m. Maile Duin » dont la mort est relevée en 716 par les Annales d'Ulster.

## Sources
- (en) Alfred P. Smyth, Warlords and Holy Men Scotland ad 80~1000, Edinburgh, Edinburgh University Press, 1984, 279 p. (ISBN 0748601007).
- (en) James E. Fraser, From Caledonia to Pictland, Scotland to 795, Edinburgh, Edinburgh University Press, coll. « The New Edinburgh History of Scotland » (no 1), 2009, 436 p. (ISBN 978-0-7486-1232-1), p. 207-208, 242-244, 249-250, 274, 283.
- (en) Ann Williams,Alfred P. Smyth, D P Kirby, A Bibliographical Dictionary of Dark Age Britain (England, Scotland and Wales c.500-c.1050), Londres, Seaby, 1991, 253 p. (ISBN 1 852640472).